# USS Farragut (DDG-99)
USS Farragut (DDG-99) este un distrugător cu rachete ghidate de clasa Arleigh Burke, integrat cu Sistemul de Luptă Aegis, parte a echipamentului Marinei Statelor Unite ale Americii.